# 椎名恵
椎名 恵（しいな めぐみ、1959年8月13日 - ）は、日本の女性シンガーソングライター。本名は及川 ちさ（おいかわ ちさ）。
北海道札幌市出身。北海道札幌手稲高校、静修短期大学教養学科秘書コース卒業。1986年にシングル「今夜はANGEL」でデビュー。優しく温かみのある実力派ボーカリストとして、テレビ番組主題歌やCMソングでのヒット曲で知られる。

## 来歴
1959年
8月13日、北海道札幌市に生まれる。
1975年
北海道札幌手稲高校へ進学する。
1981年
10月4日、ヤマハ音楽振興会が主催する第22回『ヤマハポピュラーソングコンテスト つま恋本選会』に「及川ちさ」名義で出場。「好きよあなた」で川上賞を受賞し、これをきっかけに上京。本格的に音楽活動を始める。
1983年
「ピーマンキッス」が、フジテレビ『ひらけ!ポンキッキ』で放映される（「及川ちさ」名義）。
1986年
1月1日、1stシングル「今夜はANGEL」でTDKレコードからデビューする。レコードジャケットは青いライトの逆光を浴びる椎名の写真が使用されたが、横を向いたその表情は逆光の陰により明瞭ではなくミステリアスな雰囲気を醸すものであった。1986年2月26日、フジテレビ系音楽番組『夜のヒットスタジオDELUXE』に、歌手・"椎名恵"としてテレビ初出演する。TBS系歌謡番組『ザ・ベストテン』第423回にも同曲で出場し、1986年の年間シングルセールス27位にランキングされた。
その後もリリースする楽曲が次々とドラマ主題歌やCMとタイアップしてヒットに繋がり、実力派シンガーとして認知される。

1988年
2月 - 3月、「お誕生日おめでとう」が、NHK『みんなのうた』で放映される。
1993年
レコード会社を東芝EMIに移籍する。
1996年
レコード会社をワンダーエンターテイメントに移籍する。
2000年
3月、ポップス・シーンの実力派シンガー11人が結集したボーカル・ユニット“Voice of DREAM 2000"に参加する。小比類巻かほる、庄野真代らと共に、TBS系テレビドラマ『あっとほーむ』のテーマ曲を歌う。
6月、シングル「初恋と青空 toy box 〜classical〜」をTDKレコードからリリースする。11月、北海道富良野市で毎冬開催される新富良野プリンスホテルチャペルコンサート（富良野チャペルコンサート）に参加する。開催5周年を記念した参加アーティストによるオムニバスアルバム『富良野チャペルコンサート』に「Love's Blossom」を収録した。
2005年
6月、シングル「空色のドア / 黄昏のビギン」をDOYO Records・スーパークロスレーベルからリリースする。

## 人物
ソロデビュー前は、多くの歌手のバックコーラスを務めていたが、透き通った高音から深みのある低音までを使い分ける歌の上手さを認められて、ひとりの歌手としてデビューの誘いを受けた。表現力が豊かで、アップテンポな曲も静かなバラードも歌いこなす。『ヤヌスの鏡』『機動戦士ガンダム0080 ポケットの中の戦争』などの主題歌で知られる。
デビュー直後の椎名はいわゆる ″謎のシンガー″ と見られており、歌番組で初めて歌う際には、後ろ向きで登場していた。
シンガーソングライターとして、自身の曲にとどまらず、他の歌手へ詞を提供しており、ボイストレーナーとしても後進指導に当たっている。

## ディスコグラフィー
TDKレコードは発売元、キングレコードは販売元である。後にキングレコードに版権が移っている。

### シングル
| #                                             | 発売日                             | タイトル                                         | B面                                              | 規格                               | 規格品番                           |
| キャニオン・レコード 及川ちさ 名義            | キャニオン・レコード 及川ちさ 名義 | キャニオン・レコード 及川ちさ 名義               | キャニオン・レコード 及川ちさ 名義               | キャニオン・レコード 及川ちさ 名義 | キャニオン・レコード 及川ちさ 名義 |
| --------------------------------------------- | ---------------------------------- | ------------------------------------------------ | ------------------------------------------------ | ---------------------------------- | ---------------------------------- |
| -                                             | 1983年8月                          | ピーマンキッス                                   | オムライスチョンボNo.5 (谷啓)                    | EP                                 | 6G-0033                            |
| TDKコア 椎名恵 名義                           |                                    |                                                  |                                                  |                                    |                                    |
| 1st                                           | 1986年1月1日                       | 今夜はANGEL                                      | CHANGE ME!                                       | EP                                 | T07S-1075                          |
| 2nd                                           | 1986年5月21日                      | 愛は眠らない                                     | SADDY BAR                                        | EP                                 | T07S-1080                          |
| 3rd                                           | 1986年6月21日                      | 風に抱かれて                                     | 見つめていたい (麻木久仁子)                      | EP                                 | T07S-1081                          |
| 4th                                           | 1986年11月5日                      | LOVE IS ALL 〜愛を聴かせて〜                     | Slow Shadow                                      | EP                                 | T07S-1082                          |
| 4th                                           | 1993年3月24日                      | LOVE IS ALL 〜愛を聴かせて〜                     | 彼女の選択                                       | 8cmCD                              | KIDS-128                           |
| 5th                                           | 1986年12月5日                      | 悲しみは続かない                                 | ブルージュ                                       | EP                                 | T07S-1083                          |
| 6th                                           | 1987年5月5日                       | ハート・オン・ファイアー                         | GOOD GIRLS GO TO HEAVEN, BAD GIRLS GO EVERYWHERE | EP                                 | T07S-1085                          |
| 7th                                           | 1987年10月21日                     | THE WIND                                         | 午後10時からの不在                               | EP                                 | T07S-1086                          |
| 8th                                           | 1987年12月10日                     | たぶん彼女も水の星座                             | 海に消えた砂の翼                                 | EP                                 | T07S-1087                          |
| 9th                                           | 1988年5月21日                      | 29-TwentyNine-                                   | ささやかな喜び                                   | EP                                 | T07S-1090                          |
| 9th                                           | 1988年5月21日                      | 29-TwentyNine-                                   | ささやかな喜び                                   | 8cmCD                              | T10X-1                             |
| キングレコード / スターチャイルド 椎名恵 名義 |                                    |                                                  |                                                  |                                    |                                    |
| 10th                                          | 1989年2月5日                       | いつか空に届いて                                 | 遠い記憶                                         | EP                                 | K07S-10292                         |
| 10th                                          | 1989年2月5日                       | いつか空に届いて                                 | 遠い記憶                                         | 8cmCD                              | K10X-23048                         |
| キングレコード / クリスタルバード 椎名恵 名義 |                                    |                                                  |                                                  |                                    |                                    |
| 11th                                          | 1989年11月5日                      | C'est la vie                                     | CRESCENT                                         | 8cmCD                              | 091X-10020                         |
| 12th                                          | 1990年11月8日                      | Please don't you cry                             | True love, again                                 | 8cmCD                              | KIDS-28                            |
| 13th                                          | 1991年7月21日                      | We do again                                      | Without your love                                | 8cmCD                              | KIDS-55                            |
| 東芝EMI / EASTWORLD 椎名恵 名義               |                                    |                                                  |                                                  |                                    |                                    |
| 14th                                          | 1994年7月27日                      | 愛を教えて                                       | ずっと一緒にいよう                               | 8cmCD                              | TODT-3286                          |
| 15th                                          | 1994年11月9日                      | 泣かないで                                       | I really love your smile                         | 8cmCD                              | TODT-3352                          |
| 16th                                          | 1995年6月7日                       | I'm all right                                    | 二人の夏                                         | 8cmCD                              | TODT-3512                          |
| メディア・レモラス 椎名恵 名義                |                                    |                                                  |                                                  |                                    |                                    |
| 17th                                          | 1995年9月21日                      | がんばれ!                                        | 愛する程の孤独                                   | 8cmCD                              | MRDA-00056                         |
| 18th                                          | 1996年5月2日                       | Change your mind                                 | ようこそ                                         | 8cmCD                              | MRDA-00067                         |
| ワンダーエンターテイメント 椎名恵 名義        |                                    |                                                  |                                                  |                                    |                                    |
| 19th                                          | 1997年3月1日                       | ShyなBoy                                         | All Need You                                     | 8cmCD                              | WDDN-14                            |
| 20th                                          | 1997年6月21日                      | Hello! Good Time                                 | 本当の気持ち                                     | 8cmCD                              | WDDN-24                            |
| 21st                                          | 1997年11月21日                     | Angel tell me                                    | STAR                                             | 8cmCD                              | WDDN-34                            |
| 22nd                                          | 1998年6月24日                      | Mediterranean Breeze and Beam 〜地中海の風と光〜 | 蒼色のイヤリング                                 | 8cmCD                              | WDDN-47                            |
| TDKコア 椎名恵 名義                           |                                    |                                                  |                                                  |                                    |                                    |
| 23rd                                          | 2000年6月21日                      | 初恋と青空 toy box 〜classical〜                 | 初恋と青空                                       | Maxi                               | TDCS-1                             |
| 23rd                                          | 2000年6月21日                      | 初恋と青空 toy box 〜classical〜                 | 風になりたい                                     | Maxi                               | TDCS-1                             |
| 23rd                                          | 2000年6月21日                      | 初恋と青空 toy box 〜classical〜                 | 雨よ私に                                         | Maxi                               | TDCS-1                             |
| music39.com 椎名恵 名義                       |                                    |                                                  |                                                  |                                    |                                    |
| 24th                                          | 2001年11月21日                     | 涙の代わりに 〜X'mas in Snowflakes〜             | I know I'm crying                                | Maxi                               | MSTK-0001                          |
| 24th                                          | 2001年11月21日                     | 涙の代わりに 〜X'mas in Snowflakes〜             | Love’s Paradise                                  | Maxi                               | MSTK-0001                          |
| DOYO Records 椎名恵 名義                      |                                    |                                                  |                                                  |                                    |                                    |
| 25th                                          | 2005年6月15日                      | 空色のドア                                       | 黄昏のビギン                                     | Maxi                               | DOYOS-6                            |

### アルバム
1. 『MISS YOU』（1986年3月21日発売、TDKレコード T32X-1015、キングレコード 292A-61）
2. 『Le Port』（1986年11月5日発売、TDKレコード T32X-1017、キングレコード 292A-62）
3. 『W CONCERTO』（1987年11月21日発売、TDKレコード T32X-1020、キングレコード 292A-63 ）
4. 『29 Twenty-nine 〜W CONCERTO II〜』（1988年6月5日発売、TDKレコード T32X-1022、キングレコード KICS-250）
5. 『椎名恵ベストコレクション20』（1988年9月21日発売、TDKコア T26X-1023,1024）
6. 『Dolce』（1989年3月6日発売、キングレコード K32X-360）
7. 『NEW HIT ON CD』（1989年10月5日発売、キングレコード、1987年5月21日に発売された『HIT ON CD』（TDKレコード T32X-1019）の再編集盤）
8. 『椎名恵 COLLECTION』（1989年10月5日発売、キングレコード、1988年9月21日に発売された『BEST COLLECTION 20』（TDKレコード T26X-1023/4）の再編集盤）
9. 『椎名恵 TV主題歌ベスト4』（1989年9月21日発売、キングレコード 146A 59）
10. 『C'est la vie』（1989年11月5日発売、キングレコード KICS-253）
11. 『Love is all 〜Ballad Collection』（1990年3月5日発売、キングレコード KICS-11）
12. 『VOLAGE』（1990年10月5日発売、キングレコード KICS-41）
13. 『AUTUMN volage』（1991年3月15日発売、キングレコード KICS-101/2）　- ライブアルバム
14. 『Because of the rain』（1991年10月21日発売、キングレコード KICS-138）
15. 『ガラスの月』（1992年10月21日発売、キングレコード KICS-242）
16. 『椎名恵 Collection II』（1993年3月17日発売、キングレコード KICS-288）
17. 『BEST,THE〜24hearts〜』（1993年11月3日発売、キングレコード KICS-351/2）
18. 『ballads』（1993年6月23日発売、キングレコード KICS-323）- ベストアルバム。
19. 『蒼の時刻（とき）』（1993年6月30日発売、EMIミュージック・ジャパン TOCT-8041）
20. 『Lovers』（1994年9月28日発売、EMIミュージック・ジャパン TOCT-8548）
21. 『Single Collection 1』（1994年10月5日発売、キングレコード KICS-443）
22. 『Single Collection 2』（1994年11月3日発売、キングレコード KICS-444）
23. 『Best Selection』（1995年2月6日発売、EMIミュージック・ジャパン TOCT-9298）- ベストアルバム。
24. 『Cherish』（1995年6月28日発売、EMIミュージック・ジャパン TOCT-8966）
25. 『GAMBARE』（1995年11月1日発売、メディア・レモラス MRCA-10038）
26. 『Toy Box』（1996年7月19日発売、メディア・レモラス MRCA-10047、ワンダーエンターテイメント WDCN-30003）
27. 『S』（1997年3月21日発売、ワンダーエンターテイメント WDCN-30008）
28. 『Tell me』（1997年12月17日発売、ワンダーエンターテイメント WDCN-30017）
29. 『椎名恵コレクション』（1999年11月26日発売、キングレコード KICX-7077）- ベストアルバム。
30. 『Wedding Songs』（2000年5月22日発売、アンサンブル ENCM-2002）- オリジナル・セルフカバーアルバム。
31. 『Toy Box 〜Classical〜』（2000年7月26日発売、TDKレコード TDCS-2）
32. 『ビューティ・パワー・スーパー・セレクション 椎名恵 ベスト』（2003年9月26日発売、キングレコード KICS-2432）- ベストアルバム。
33. 『椎名恵 NEW BEST 1500』（2005年8月24日　EMIミュージック・ジャパン TOCT-11038）- ベストアルバム。
34. 『君よ、永遠にあれ』（2006年12月6日発売） - 「しいな恵」名義、STVチャリティーミュージックソン2006 テーマソング、ミニアルバム DOYO Records）。
35. 『椎名恵パーフェクトベスト』（2010年7月7日発売、キングレコード KICS-1584） - ベストアルバム。
36. 『 "Silver Jubilee" Live at Motion Blue yokohama』（2011年9月18日、nocloud）
37. 『君と僕をつなぐもの』（2016年2月、nocloud）

### コンピレーションアルバム
こどもテレビのうた ベストアルバム めだかの兄妹〜およげ!たいやきくん（1983年、ポニー、キャニオン・レコード）
及川ちさ名義で「ときめきトゥナイト」（オリジナル歌手：加茂晴美）をカバー。LP及びカセットテープB面3曲目に収録。
エリア88（1984年4月21日、キングレコード）
竹中ゆかり名義で4曲目「メモリー・オブ・ユー」10曲目「Good-luck!!」を歌唱。 コミックス・オリジナル・アルバム。

### タイアップ
| 曲名                                             | タイアップ                                                       | 収録作品                                                     |
| ------------------------------------------------ | ---------------------------------------------------------------- | ------------------------------------------------------------ |
| ピーマンキッス                                   | フジテレビ系『ひらけ!ポンキッキ』挿入歌                          | シングル「ピーマンキッス」                                   |
| 今夜はANGEL                                      | フジテレビ系ドラマ『ヤヌスの鏡』主題歌                           | シングル「今夜はANGEL」                                      |
| 愛は眠らない                                     | フジテレビ系ドラマ『花嫁衣裳は誰が着る』主題歌                   | シングル「愛は眠らない」                                     |
| 風に抱かれて                                     | OVA『超時空ロマネスク SAMY MISSING・99』主題歌                   | シングル「風に抱かれて」                                     |
| LOVE IS ALL 〜愛を聴かせて〜                     | TBS系ドラマ『おんな風林火山』主題歌                              | シングル「LOVE IS ALL 〜愛を聴かせて〜」                     |
| 悲しみは続かない                                 | フジテレビ系ドラマ『このこ誰の子?』主題歌                        | シングル「悲しみは続かない」                                 |
| ハート・オン・ファイアー                         | 三菱石油CFソング                                                 | シングル「ハート・オン・ファイアー」                         |
| THE WIND                                         | フジテレビ系ドラマ『プロゴルファー祈子』主題歌                   | シングル「THE WIND」                                         |
| たぶん彼女も水の星座                             | 銀座ジュエリーマキ イメージソング                                | シングル「たぶん彼女も水の星座」                             |
| ささやかな喜び                                   | テレビ朝日「ニュースステーション」大都会シリーズ テーマ曲        | シングル「29-TwentyNine-」                                   |
| いつか空に届いて                                 | OVA『機動戦士ガンダム0080 ポケットの中の戦争』オープニングテーマ | シングル「いつか空に届いて」                                 |
| 遠い記憶                                         | OVA『機動戦士ガンダム0080 ポケットの中の戦争』エンディングテーマ | シングル「いつか空に届いて」                                 |
| CRESCENT                                         | テレビ東京系ドラマ『月曜・女のサスペンス』エンディングテーマ     | シングル「C'est la vie」                                     |
| Please don't you cry                             | MBS系『地球ZIGZAG』テーマ・ソング                                | シングル「Please don't you cry」                             |
| We do again                                      | テレビ朝日系『TVいま時あの時』エンディングテーマ                 | シングル「We do again」                                      |
| Without your love                                | テレビ朝日系『素敵!!名画の旅』エンディングテーマ                 | シングル「We do again」                                      |
| 愛を教えて                                       | テレビ朝日系『ステーションEYE』エンディングテーマ                | シングル「愛を教えて」                                       |
| ずっと一緒にいよう                               | 『秋保リゾートホテルクレセント』イメージソング                   | シングル「愛を教えて」                                       |
| 泣かないで                                       | TBS系全国ネット『噂の!東京マガジン』エンディング・テーマ         | シングル「泣かないで」                                       |
| I really love your smile                         | 「NOVA GROUP TV-CM」イメージソング                               | シングル「泣かないで」                                       |
| I'm all right                                    | 「NOVA GROUP TV-CM」イメージソング                               | シングル「I'm all right」                                    |
| がんばれ!                                        | TBS系『スーパーワイド』エンディング・テーマ                      | シングル「がんばれ!」                                        |
| Change your mind                                 | TBS系『噂の!東京マガジン』エンディング・テーマ                   | シングル「Change your mind」                                 |
| Hello! Good Time                                 | TBS系『ちょっと言わせて』エンディングテーマ                      | シングル「Hello! Good Time」                                 |
| Mediterranean Breeze and Beam 〜地中海の風と光〜 | 松下電器グループ CMイメージソング                                | シングル「Mediterranean Breeze and Beam 〜地中海の風と光〜」 |

## 書籍

### 楽譜
1. 『椎名恵スーパーヒット曲集』（1998年12月10日発売、オンキョウパブリッシュ）- ISBN 4872256093

## テレビ
- NHKみんなのうた「お誕生日おめでとう」（1988年2月 - 3月）[4]※CD未販売
- フジテレビ 『一枚の写真』（1992年）

## ラジオ
- Harbor Light 23（ラジオ関西）[1]
- FMナイトストリート（1988年4月 - 12月） - 木曜日担当

## CM
- 松下グループ（1998年）※CMソング歌唱

## 楽曲提供

### 作詞
- 岡田奈々「長い夜」
- 丸山みゆき「TIGHT BEATで呼び出して」
- 森口博子「Generation」